# Theda Ukena
Theda Ukena född 1432, död 1494, var en grevinna av Ostfriesland, gift 1455 greve Ulrik I av Ostfriesland. Hon var Ostfrieslands regent som förmyndare för sina söner Enno I och Edzard I mellan 1466 och 1480.  